# Heilige Eik (Den Hout)
De Heilige Eik is een zomereik in Den Hout, in de Noord-Brabantse gemeente Oosterhout. De naam duidt op een mogelijk voor-christelijke oorsprong. De boom zou een voorganger hebben gehad die fungeerde als boomheiligdom.
De boom staat aan de Vrachelsestraat bij het begin van de Achterstraat en is volgens de meeste deskundigen waarschijnlijk in de zestiende eeuw geplant op de plek van een uit de middeleeuwen stammende eik. Volgens boswachter Joris Hellevoort van Het Utrechts Landschap is het de oudste eik van Nederland. In overgeleverde archieven wordt voor het eerst in 1353 melding gemaakt van een "Heilige Eik" in Den Hout. Hellevoort meent dat het om dezelfde boom gaat en veronderstelt dat de eik omstreeks 1250 geplant werd.
De stam van de boom is door blikseminslag uitgehold en aan een zijde open. Eén levende tak maakt nu nog een volwaardige kruin. Volgens een legende die in 1933 opgetekend is door Jacques Sinninghe nam een kluizenaar zijn intrek in de holle boom en blakerde het binnenste door er spek in te roken. Bij de boom zoeken wichelroedelopers geregeld naar leylijnen.